# Fäbodsjön, Hälsingland
Fäbodsjön är en sjö i Söderhamns kommun i Hälsingland och ingår i Skärjåns huvudavrinningsområde. Sjön har en area på 0,1 kvadratkilometer och ligger 62,2 meter över havet.

## Delavrinningsområde
Fäbodsjön ingår i det delavrinningsområde (677897-155774) som SMHI kallar för Utloppet av Fäbodsjön. Medelhöjden är 68 meter över havet och ytan är 1,99 kvadratkilometer. Det finns inga avrinningsområden uppströms utan avrinningsområdet är högsta punkten. Vattendraget som avvattnar avrinningsområdet har biflödesordning 3, vilket innebär att vattnet flödar genom totalt 3 vattendrag innan det når havet efter 35 kilometer. Avrinningsområdet består mestadels av skog (89 procent). Avrinningsområdet har 0,1 kvadratkilometer vattenytor vilket ger det en sjöprocent på 5,1 procent.